# Olympische Sommerspiele 1920/Teilnehmer (Luxemburg)
| Gelbes Symbol für Goldmedaillen mit stilisierten Olympischen Ringen | Graues Symbol für Silbermedaillen mit stilisierten Olympischen Ringen | Braundes Symbol für Bronzemedaillen mit stilisierten Olympischen Ringen |
| ------------------------------------------------------------------- | --------------------------------------------------------------------- | ----------------------------------------------------------------------- |
| —                                                                   | 1                                                                     | —                                                                       |

Luxemburg nahm an den Olympischen Sommerspielen 1920 in Antwerpen, Belgien, mit einer Delegation von 25 Sportlern (allesamt Männer) an 18 Wettbewerben in sechs Sportarten teil. Es konnte eine Medaille (Silber) gewonnen werden. Jüngster Athlet war der Sprinter Paul Hammer (20 Jahre und 34 Tage), ältester Athlet war der Weitspringer Nicolas Kanivé (32 Jahre und 268 Tage). Es war die dritte Teilnahme an Olympischen Sommerspielen für das Land.

## Medaillengewinner

### Silber
| Joseph Alzin | Gewichtheben | Schwergewicht |

## Teilnehmer nach Sportarten

### Fußball
Ergebnisse
- Rang acht
Achtelfinale: 0:3-Niederlage gegen die Niederlande

Kader
- Robert Elter
Émile Hamilius
Joseph Koetz
Charles Krüger
François Langers
Arthur Leesch
Jean Massard
Léon Metzler
Thomas Schmit
Camille Schumacher
Michel Ungeheuer

### Gewichtheben
- Joseph Alzin
  - Schwergewicht

Finale: 260,0 kg, Rang zwei 
Einhändiges Reißen: 65,0 kg, Rang zwei
Einhändiges Stoßen: 75,0 kg, Rang zwei
Stoßen: 120,0 kg, Rang eins

- Johny Grün
  - Leichtgewicht

Finale: 210,0 kg, Rang acht
Einhändiges Reißen: 52,5 kg, Rang neun
Einhändiges Stoßen: 67,5 kg, Rang sechs
Stoßen: 90,0 kg, Rang zehn

- Michel Mertens
  - Federgewicht

Finale: 45,0 kg, Wettkampf nicht beendet (DNF)
Einhändiges Reißen: 45,0 kg, Rang acht
Einhändiges Stoßen: Wettkampf nicht beendet (DNF)
Stoßen: Wettkampf nicht beendet (DNF)

### Leichtathletik
4-mal-100-Meter-Staffel
- Ergebnisse
Runde eins: in Lauf eins (Rang zwei) für das Finale qualifiziert, 44,4 s, zwölf Meter hinter dem Erstplatzierten
Finale: 43,6 s, drei Meter hinter dem Fünftplatzierten, Rang sechs
- Staffel
Jean Colbach
Paul Hammer
Jean Proess
Alex Servais

Einzel
- Jean Colbach
  - 100-Meter-Lauf

Runde eins: ausgeschieden in Lauf sieben (Rang vier), keine Zeit bekannt

- Paul Hammer
  - 100-Meter-Lauf

Runde eins: ausgeschieden in Lauf eins (Rang fünf), keine Zeit bekannt
  - 200-Meter-Lauf

Runde eins: ausgeschieden in Lauf vier (Rang vier), 24,1 s, zwei Meter hinter dem Drittplatzierten
  - Weitsprung

Qualifikationsrunde: 5,450 m. Rang 28, nicht für das Finale qualifiziert

- Nicolas Kanivé
  - Weitsprung

Qualifikationsrunde: 5,415 m. Rang 29, nicht für das Finale qualifiziert

- Henri Pleger
  - Hochsprung

Qualifikationsrunde: 1,60 m. Rang 19, nicht für das Finale qualifiziert
  - Weitsprung

Qualifikationsrunde: 5,815 m. Rang 23, nicht für das Finale qualifiziert

- Jean Proess
  - 400-Meter-Lauf

Runde eins: ausgeschieden in Lauf neun (Rang drei), 52,6 s, einen Meter hinter dem Zweitplatzierten
  - 800-Meter-Lauf

Runde eins: ausgeschieden in Lauf eins (Rang neun), keine Zeit bekannt

- Alex Servais
  - 100-Meter-Lauf

Runde eins: ausgeschieden in Lauf fünf (Rang fünf), keine Zeit bekannt
  - Speerwurf

Qualifikationsrunde: 40,000 m. Rang 21, nicht für das Finale qualifiziert

### Radsport
Bahn
- Jean Majerus
  - Sprint

Runde eins: ausgeschieden in Lauf fünf (Rang drei), fünf Längen zurück
  - 50 km

Finale: Wettkampf nicht beendet (DNF), Aufgabe bei Kilometer 28,8

### Ringen
Griechisch-römisch
- Michel Dechmann
  - Mittelgewicht

Runde eins: Freilos
Runde zwei: Schulterniederlage gegen Carl Westergren aus Schweden

- Oscar Theisen
  - Halbschwergewicht

Runde eins: ausgeschieden gegen František Tázler aus der Tschechoslowakei durch Schultersieg des Gegners

### Schwimmen
- Théodore Michel
  - 200 Meter Brust

Runde eins: ausgeschieden in Lauf zwei (Rang vier), keine Zeit bekannt

- Léon Pesch
  - 100 Meter Freistil

Runde eins: ausgeschieden in Lauf vier (Rang vier), keine Zeit bekannt